# Tempestade tropical Beryl (2006)
A tempestade tropical Beryl foi o terceiro ciclone tropical da temporada de furacões no Atlântico de 2006. Beryl formou-se de uma perturbação tropical em 18 de Julho de 2006 e seguiu para o norte, fortalecendo-se e alcançando o pico de intensidade com ventos constantes de 95 km/h sob condições favoráveis. Depois, Beryl começou a seguir para nordeste e ao mesmo tempo o sistema começou a se enfraquecer sobre águas frias. Em 21 de Julho, a tempestade atingiu a ilha de Nantucket e logo depois se tornou um ciclone extratropical. Os remanescentes extratropicais continuaram a seguir para nordeste e atingiu a Nova Escócia, Canadá. Em 22 de Julho, o sistema fundiu-se com uma frente fria em aproximação.
Beryl produziu ondas fortes ao longo da Costa Nordeste dos Estados Unidos. Em Massachusetts, seu impacto foi limitado devido a pouca chuva e algumas rajadas de vento forte, mas não foram registrados danos. Depois, Beryl produziu chuvas moderadas sobre o Canadá Atlântico, resultando em interrupções do fornecimento de eletricidade localizadas embora tenha provocado poucos danos. Nenhuma morte foi registrada.

## História meteorológica
Uma frente fria deixou a Costa Leste dos Estados Unidos em 16 de Julho e estacionou próximo à costa da Carolina do Norte. A frente começou a se degenerar gradualmente para um cavado de baixa pressão e desenvolveu-se em duas perturbações; uma localizada a 490 km a sul-sudeste de Cape Cod e a outra estava localizada a 320 km/h ao sul de Cape Hatteras, Carolina do Norte. A primeira área de baixa pressão se organizou rapidamente, tornando se uma tempestade tropical sem nome e a outra continuou grande embora pouco definida. Entretanto, em 18 de Julho, o sistema ficou mais bem organizado com a formação de bandas destacadas e a área então se tornou a depressão tropical Dois enquanto estava localizado a 355 ao sul-sudeste de Cabo Hatteras.

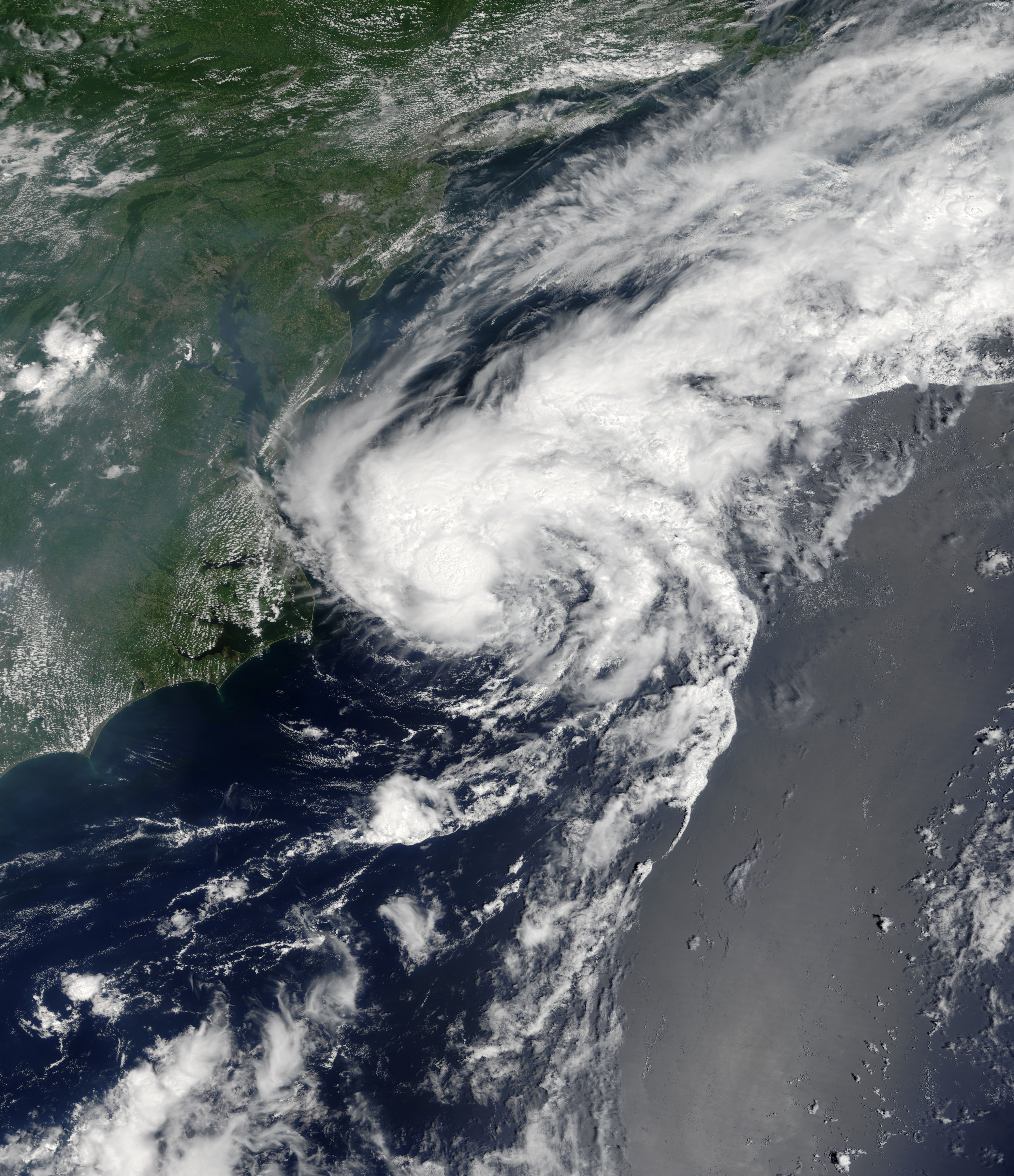
A tempestade tropical Beryl a leste da Carolina do Norte.

A depressão moveu-se lentamente para norte-nordeste através de uma brecha numa alta subtropical, e assim que as bandas de tempestade ficaram mais proeminentes, o sistema tornou-se a tempestade tropical Beryl. Durante boa parte de sua existência, a tempestade seguiu num ambiente com pouco ventos de cisalhamento e um fluxo externo bem estabelecidos em altas altitudes. Pouco depois do sistema ter se tornado uma tempestade tropical, a circulação ciclônica de baixos níveis de Beryl ficou exposta com poucas áreas de convecção profunda. Outras áreas de convecção formaram-se na manhã seguinte. Os fluxos externos continuaram a se intensificar e com a temperatura da superfície do mar morna, Beryl se intensificou gradualmente e atingiu o pico de intensidade com ventos constantes de 95 km/h na manhã de 20 de Julho enquanto estava localizado a cerca de 190 km de Nags Head, Carolina do Norte.
Beryl manteve o pico de intensidade por aproximadamente 18 horas assim que se movia paralelamente à costa dos estados do Mid-Atlantic e de Nova Jérsei. Neste período, uma estrutura parecida com um olho formou-se no centro da circulação ciclônica. No final de 20 de Julho, a tempestade começou a se enfraquecer lentamente depois de passar sobre águas frias. Correntes de ar em frente de um cavado de médios níveis em aproximação causaram a aceleração do movimento de Beryl para nordeste e no começo da madrugada de 21 de Julho, o centro da tempestade cruzou a ilha de Nantucket. As áreas de convecção diminuíram assim que a tempestade movia-se sobre águas cada vez mais frias e pouco depois do meio-dia UTC de 21 de Julho, Beryl tornou-se um ciclone extratropical a uma curta distância a leste de Cape Cod. Horas depois, os remanescentes extratropicais de Beryl atingiram o sudoeste de Nova Escócia, Canadá, e no dia seguinte, os remanescentes fundiram-se com uma frente fria em aproximação sobre a Terra Nova.

## Preparativos
Meteorologistas previram inicialmente que Beryl iria atingir as Carolinas; assim, um alerta de tempestade tropical foi emitido para a costa da Carolina do Norte, entre Cape Lookout até o farol de Currituck Beach. Quando o caminho para nordeste de Beryl ficou mais aparente, um alerta de tempestade tropical foi emitido 33 horas antes da suposta chegada da tempestade, para a costa entre Woods Hole até Plymouth, Massachusetts, incluindo Cape Cod, Nantucket e Martha's Vineyard. Cerca de 22 horas antes da suposta chegada da tempestade o alerta foi substituído por um aviso de tempestade tropical e um novo alerta de tempestade tropical foi emitido para a costa entre Woods Hole, Massachusetts até New Haven, Connecticut. Também foi emitido um alerta de tempestade tropical para a costa de Long Island entre Fire Island e Port Jefferson. Como preparativo para a tempestade, a Agência de Gerenciamento de Emergência de Massachusetts foi ativado como um teste de funcionamento para a temporada de furacões. Filiais locais da Cruz Vermelha foram abertos, sendo que duas equipes de voluntários foram postos em estado de alerta para socorrer. Sobre o sudeste de Massachusetts, os departamentos de polícia manteve funcionários extras em preparação para qualquer problema em potencial causado pela tempestade. Muitos pescadores são saíram ao mar enquanto muitos comerciantes fecharam as portas para prevenir danos da tempestade.
Vários dias antes da passagem de Beryl nas Províncias do Atlântico, o Centro Canadense de Furacões emitiu aviso de ventania para as águas costeiras de Nova Escócia e Terra Nova. Como prevenção a chuvas fortes, a agência também emitiu avisos de chuvas fortes para o oeste de Nova Escócia, incluindo Halifax.

## Impactos

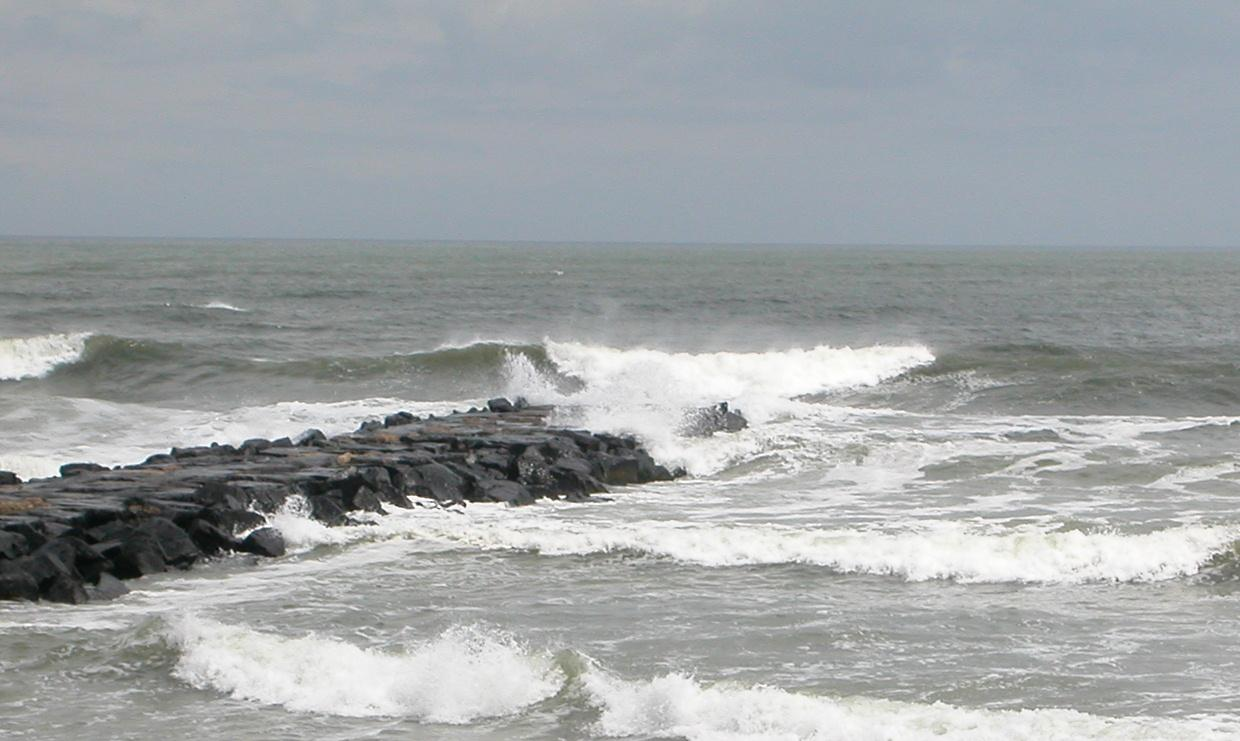
Ondas fortes em Nova Jérsei causadas por Beryl.

A tempestade produziu ondas fortes ao longo da Costa Leste dos Estados Unidos, com ondas chegando a 5,97 m em mar aberto. As ondas ao longo da costa sul da ilha de Nantucket chegaram a 3 metros em altura assim que a tempestade se aproximava da ilha; 4 pessoas tiveram que ser resgatadas por guarda-vidas devido às correntes marítimas. Ondas fortes também ocorreram ao longo da costa sul de Massachusetts e de Rhode Island. Beryl também produziu uma maré de tempestade de 27 cm em Nantucket. Beryl causou chuvas moderadas próximos à costa, embora a precipitação máxima nos Estados Unidos chegasse a apenas 24,6 mm em Nantucket. As chuvas ao longo do sudeste de Massachusetts chegou a 8 mm em Chatham. Os únicos danos registrados foram alguns postes telefônicos caídos e alguns galhos quebrados de algumas árvores. Em geral, os impactos foram pequenos; não houve interrupções no fornecimento de energia elétrica. Também não houve mortos, feridos ou emergências marítimas em associação com a tempestade.
Os remanescentes extratropicais de Beryl causaram chuvas moderadas ao longo do Canadá Atlântico, oficialmente atingindo 71 mm em Scotts Bay, Nova Escócia. Não oficialmente, a chuva chegou a 88 mm; em algumas localidades a precipitação acumulada chegava a 25 mm por hora. Além do mais, uma estação meteorológica em Fredericton, Nova Brunswick registrou 45 mm de chuva em apenas duas horas. As chuvas causaram algumas enchentes, sendo que algumas inundações atingiram certas ruas. Ventos moderados foram registrados ao longo de seu caminho, alcançando 96 km/h no sul de Nova Escócia. Os ventos causaram a queda de algumas árvores e causaram algumas interrupções no fornecimento de eletricidade. Em geral, os danos foram mínimos.